# Großsteingräber bei Holdorf
Die Großsteingräber bei Holdorf waren zwei oder drei megalithische Grabanlagen der jungsteinzeitlichen Trichterbecherkultur (TBK) bei Holdorf im Landkreis Vechta (Niedersachsen). Sie wurden im 19. und frühen 20. Jahrhundert zerstört.
Nach einem Bericht von 1900 existierte damals „[a]uf Parz. 64 der Flur 15 zu Art. 14, Kolon Niehaus gehörig“ noch der Rest eines größeren Denkmals. Erhalten war ein einzelner Stein, genannt „der breite Stein“. Er hatte eine Länge von 3 m, eine Breite von 2 m und eine Dicke von etwas mehr als 1 m. Nördlich schlossen sich auf dem angrenzenden Grundstück noch vier weitere Steine an. Aus der Beschreibung geht nicht eindeutig hervor, ob es sich um ein zusammenhängendes oder um zwei benachbarte Denkmäler gehandelt hat, wahrscheinlicher ist aber ersteres.
In der Nähe auf der „Parz. 134, Flur 15“ ist die Bezeichnung „bei den Steinen“ überliefert. Dort soll sich ein Großsteingrab befunden haben, das wohl schon in den 1850er Jahren zum Bau der Holdorfer Kirche St. Peter und Paul abgerissen worden war. Über Ausrichtung, Maße und Grabtyp der Anlage liegen keine Informationen vor.